# Hopfner HA-11/33
Le Hopfner HA-11/33 était un hydravion à coque amphibie, construit en Autriche en 1933.

## Conception
C'était un monoplan conventionnel à aile haute cantilever, avec une coque présentant un redent, et des ballonnets de stabilisation fixés sous les ailes par des mâts à la moitié de l'envergure. Les deux moteurs étaient montés sur des entretoises au-dessus de l’aile, et actionnaient des hélices tractives. La cabine était entièrement fermée.

## Engagements
Un HA-11/33 a été acheté par l’armée de l’air autrichienne. Après l’Anschluss, il a été pris en compte par la Luftwaffe allemande. Il fut jugé assez intéressant pour faire l'objet de développements plus poussés. Wiener Neustädter Flugzeugwerke (WNF), qui avait absorbé Hirtenberg, lequel avait lui-même racheté Hopfner, fut chargé de le transformer en avion d'entraînement militaire pour les pilotes d'hydravion. L'avion a donc reçu du Reichsluftfahrtministerium (RLM) une nouvelle désignation militaire : WNF Wn 11. Les essais ont débuté à Travemünde en 1940, mais finalement l'avion n’a pas été commandé pour une production en série. Le développement d’un dérivé plus aérodynamique avec des moteurs Hirth HM 508, désigné WNF Wn 11C, a également été abandonné.